# Cryptochironomus sphagnorum
Cryptochironomus sphagnorum är en tvåvingeart som beskrevs av Jean-Jacques Kieffer 1924. Cryptochironomus sphagnorum ingår i släktet Cryptochironomus och familjen fjädermyggor.
Artens utbredningsområde är Estland. Inga underarter finns listade i Catalogue of Life.